# Sismo de Elaze de 2020
O sismo em Elaze de 2020 ocorreu em 24 de janeiro de 2020 às 20h55, horário local da Turquia (17:55 UTC). A magnitude do sismo foi determinada em 6,7. O abalo foi sentido nas províncias vizinhas de Elaze, Diarbaquir, Malátia, Adeiamane e Samessum. O Observatório Kandilli reviu a magnitude para 6,5. Inicialmente, 22 pessoas foram confirmadas como mortas, sendo que mais de mil ficaram feridas. Posteriormente, o número subiu para pelo menos 38 mortes e 1607 feridos.

## Configuração tectônica
A maior parte da Turquia fica na placa da Anatólia, que está sendo forçada a oeste pela colisão entre a placa Arábica e a placa Eurasiática. Esse movimento para o oeste é acomodado por duas grandes zonas de falha geológica, a Falha Setentrional da Anatólia na direção oeste-leste no norte do país e a Falha Oriental da Anatólia na direção leste ao sudeste. O movimento nessas duas falhas tem sido responsável por muitos grandes sismos com danos significativos. Os principais e mais recentes na falha da Anatólia Oriental foram o sismo de Bingol de 2003 e o sismo de Elaze de 2010.

## Sismo
O abalo sísmico teve uma magnitude de 6,7 Mw e uma profundidade de 10,0 km de acordo com a ANSS e 6,5 Mw e uma profundidade de 5,0 km de acordo com o Observatório Kandilli. A duração foi de 40 segundos, segundo reportado.
O mecanismo focal observado e a localização epicentral são consistentes com o sismo causado pelo movimento na Falha Oriental da Anatólia.

## Danos
Vários edifícios desabaram em partes das províncias de Elaze e Malátia, deixando pessoas presas dentro dos prédios. Inicialmente, relatou-se que um total de 22 pessoas foram mortas, sendo 18 em Elaze e outras 4 em Malátia. Pelo menos 1030 pessoas ficaram feridas. Posteriormente, o número subiu para pelo menos 38 mortes e mais de 1607 feridos.